# Cathy Melain
Catherine Melain, detta Cathy (Rennes, 19 maggio 1974), è un'ex cestista e allenatrice di pallacanestro francese.

## Carriera
Con la Francia ha disputato i Giochi olimpici di Sydney 2000, due edizioni dei Campionati mondiali (1994, 2002) e sei dei Campionati europei (1995, 1999, 2001, 2003, 2005, 2009).